# Sinogomphus scissus
Sinogomphus scissus là loài chuồn chuồn trong họ Gomphidae. Loài này được McLachlan mô tả khoa học đầu tiên năm 1896.